# Appokälven
Appokälven, skogsälv i mellersta Lappland, Jokkmokks kommun. Biflöde till Lilla Luleälven. Längd 40 km, inkl. källflöden ca 70 km. A. kommer från Tårrajaure (361 m ö.h.) och rinner i huvudsak norrut mot Purkijaure (272 m ö.h.) i Lilla Luleälvens vattensystem. A. mynnar i Purkijaure ca 15 km väster om Jokkmokk. 
Viktiga sjöar i flodområdet förutom Tårrajaure är Sinkaljaure, Spadnaure och Majtumjaure.